# Tetrastigma xishuangbannaense
Tetrastigma xishuangbannaense är en vinväxtart som beskrevs av Chao Luang Li. Tetrastigma xishuangbannaense ingår i släktet Tetrastigma och familjen vinväxter. Inga underarter finns listade i Catalogue of Life.